# Dry Creek
Dry Creek, även känd som Leura Creek, är ett vattendrag i Belize. Det ligger i den centrala delen av landet, 20 km sydost om huvudstaden Belmopan.